# アトカ (マガダン州)
アトカ(ロシア語：Атка)は、ロシア連邦のマガダン州、ハシン地区に位置する町である。 マガダンの北199kmに位置する。1930年にソ連内務人民委員部ダリストロイ（極北地方建設総局）により、コリマ道路の建設に伴って作られた。その後1953年に町となった。

## 人口
| 人口 | 人口 | 人口 | 人口 | 人口 | 人口 |
| 1959 | 1970 | 1979 | 1989 | 2002 | 2010 |
| ---- | ---- | ---- | ---- | ---- | ---- |
| 3022 | 2105 | 2689 | 2648 | 604  | 485  |